# 拉里莎·采里奇
拉里莎·采里奇（1991年1月26日—），波黑女子柔道运动员，2017年世界柔道锦标赛女子公开级银牌得主、2018年世界柔道锦标赛女子78公斤以上级铜牌得主、2019年欧洲运动会女子78公斤以上级银牌得主。